# 結那
結那（日语：／ Yuina，2001年9月27日—），日本演員、模特兒、聲優與歌手，聲優偶像團體Liella!的成員與前DROP DOLL成員，目前隸屬於放映新社事務所。

## 來歷
結那在2001年9月27日出生，是一位土生土長的橫濱人，父親來自新潟縣。她13歲時便以童星身份出道，參演《哦我的天啊！神的禮物》（2014）、《風之舞者》（リトルパフォーマー 風の鼓動，2016）和《流山三銃士》（2017）三部電影，也曾是全女子樂團DROP DOLL的吉他手，並在2019年隨團為電影《JK☆ROCK》製作主題曲，她亦同時在該部電影中出演佐佐木真緒一角。2021年3月，結那在東京都澀谷區公演的《劇偶像》的舞台劇中飾演澤田奈奈子，同年10月又在木村昴主導的天才劇團Bakabacca的舞台劇上出演《Vandaful World》。除此之外，結那作為新潟縣代表進入2020年世界小姐日本大賽前十名，並獲得評審特別獎。她在隔年再接再厲參選，結果獲得准日本小姐亞軍和多媒體綜合組第一名。
結那在2022年的動畫《Love Live! Superstar!! 2期》中為主角樂團Liella!的對手葳恩·瑪格麗特（ウィーン・マルガレーテ）獻聲，並在同年11月發行由其演唱的角色曲《Butterfly Wing/Edelstein》（Butterfly Wing/エーデルシュタイン）。該曲在Oricon單曲週榜中最高排名第18位。2023年3月，她與其他Liella!九位成員一起出現在《週刊少年Jump》2023年第15號刊的凹版封面中，及後在隔月正式成為Liella!的第三期成員。

## 人物
結那為家中的第二個孩子，有一個姊姊和小三歲的妹妹，其中後者患有先天感音性神經聽損，她也因此學習起手語，以方便與其妹妹溝通。除了手語之外，結那亦擅長網球和演奏結他。

## 演出作品
※粗體字為主要角色

### 電視劇
2021年
- 戀愛漫畫家（梨紗，第三集）

### 舞台劇
2021年
- Odd Entertainment「劇偶像 the STAGE」（澤田奈奈子）
- 劇團Baluskitchen「驚慌失措Memorial」（野原亞紀）
- 劇団Baluskitchen「青春Full Throttle」（金本響子）
- 天才劇團Bakabacca「Vandaful World」（笑美）

2022年
- 天才劇團Bakabacca「Daddy Who」（綠川君枝）

### 電影
2014年
- 哦我的天啊！神的禮物（權現大人）

2016年
- 風之舞者（良子）

2017年
- 流山三銃士（秋本千砂）

2019年
- JK☆ROCK（佐佐木真緒）

### 電視動畫
2022年
- Love Live! Superstar!!（第2期）（謎之少女/葳恩·瑪格麗特）

2024年
- Love Live! Superstar!!（第3期）（葳恩·瑪格麗特）

2025年
- Crypto Ninja 咲耶

### 遊戲
2023年
- 《Love Live! 學園偶像祭2 Miracle Live!》（葳恩·瑪格麗特）

## 音樂作品
| 標題                              | 年份 | 主唱                  | 專輯資料                                               | 最高位 | 最高位  | 備註                                         |
| 標題                              | 年份 | 主唱                  | 專輯資料                                               | JPN    | JPN Hot | 備註                                         |
| --------------------------------- | ---- | --------------------- | ------------------------------------------------------ | ------ | ------- | -------------------------------------------- |
| 《Butterfly Wing/Edelstein》 （Butterfly Wing/エーデルシュタイン） | 2022 | 葳恩·瑪格麗特（結那） | - 發售日：2022年11月30日 - 廠牌：Lantis - 發售形式：CD | 18     | —       | 電視動畫《Love Live! Superstar!! 2期》插入曲 |

## 出版書籍

### 數位寫真集
- （2023年8月24日、集英社）

## 外部連結
- 結那的Instagram帳戶
- 結那的TikTok
- 結那的X（前Twitter）